# Ammoniummolybdat
Ammoniummolybdat är ett kristallinskt ämne med form av färglösa kristaller med svagt grönaktig brottyta eller vitt pulver, båda lättlösliga i vatten.
Ämnet framställs genom lösning av molybdensyra i ammoniakvatten.
Ammoniummolybdat i ren form används som reagens för att påvisa fosforsyra och för att kvalitativt påvisa kiselsyra vid undersökningar av dricksvatten.